# Чемпіонат Німеччини з хокею 1959—1960
Чемпіонат Німеччини з хокею 1960 — 43-ий регулярний чемпіонат Німеччини з хокею, чемпіоном став СК Ріссерзеє.

## Підсумкова таблиця
| М  | Команда          | І  | Пер | Н | Пор | Ш      | О  |
| -- | ---------------- | -- | --- | - | --- | ------ | -- |
| 1. | СК Ріссерзеє     | 14 | 12  | 1 | 1   | 99:31  | 25 |
| 2. | ХК Фюссен        | 14 | 12  | 0 | 2   | 95:41  | 24 |
| 3. | Бад Тельц        | 14 | 7   | 3 | 4   | 102:47 | 17 |
| 4. | Крефельдер ЕВ    | 14 | 5   | 1 | 8   | 59:77  | 11 |
| 5. | «Маннхаймер ЕРК» | 14 | 5   | 1 | 8   | 49:67  | 11 |
| 6. | Пройзен Крефельд | 14 | 5   | 0 | 9   | 61:83  | 10 |
| 7. | Бад-Наугайм      | 14 | 3   | 2 | 9   | 46:90  | 8  |
| 8. | Кауфбойрен       | 14 | 3   | 0 | 11  | 47:132 | 6  |

Скорочення: М = підсумкове місце, І = ігри, Пер = перемоги, Н = нічиї, Пор = поразки, Ш = закинуті та пропущені шайби, О = набрані очки

## Перехідний матч
- Айнтрахт (Дортмунд) — Кауфбойрен 6:3, 3:1

## Найкращі по лініях

### Бомбардири
| Гравець        | Клуб         | І  | Г  |
| -------------- | ------------ | -- | -- |
| Лоренц Фріз    | СК Ріссерзеє | 14 | 19 |
| Макс Пфефферле | ХК Фюссен    | 14 | 16 |
| Альфред Гінек  | Кауфбойрен   | 14 | 14 |

### Захисники
| Гравець        | Клуб      | І  | Г  |
| -------------- | --------- | -- | -- |
| Ганс Рампф     | Бад Тельц | 14 | 13 |
| Леонард Вайтль | ХК Фюссен | 14 | 11 |
| Гайнц Бадер    | Бад Тельц | 14 | 6  |

## Склад чемпіонів
СК Ріссерзеє:
- Воротарі: Міхаель Гобельсбергер, Гаррі Хейн
- Захисники: Ганс Губер, Сильвестер Вакерле, Гюнтер Зайлер, Ервін Рідмайєр
- Нападники: Руді Пітріх, Гайнц Гюнцродт, Горст Шульдес, Альберт Лойбл, Лоренц Фріз, Артур Ендресс, Ксавер Брайтзамер, Ріхард Каппелмайєр, Бернд Герціг, Горст Шульте, Адреас Барті. Тренер: Ронні Барр.